# 伊藤多喜雄
伊藤 多喜雄（いとう たきお、1950年10月6日 - ）は、日本の民謡歌手、作曲家、編曲家、音楽プロデューサー。2005年（平成17年）から洗足学園大学客員教授、2014年（平成26年）から札幌市手稲区ふるさと大使を務める。ロック調の民謡、特に「TAKIOのソーラン節（南中ソーラン節）」で知られている。
長女は歌手のめぐ留(旧芸名：安曇野めぐ留)。孫は東京藝術大学音楽学科日舞専攻 花柳美伯、フラッシュアップ付属児童部タレントの加藤大果(めぐ留の娘)。

## 経歴
1950年、北海道苫小牧市に漁師を営む両親の12人兄弟の末っ子として生まれる。11番目の兄と一卵性双生児。
幼少期から父親が歌う追分節と津軽出身の母親が歌う津軽民謡に親しみ、その声は地元でも評判となる。苫小牧市立錦岡小学校にあがると同時に1年生から新聞配達などで貧しい家を支える。苫小牧市立凌雲中学校入学後は、民謡酒場等で歌う。卒業後の1966年、15歳で金の卵と呼ばれ、集団就職で上京。歌手になる目的ではなかった。東京で民謡教室の横を通り、聴こえてくる民謡に、とても懐かしい気持ちになり、民謡を習い始める。この教室で先に民謡を習っていた妻と出会う。
18歳でNHK民謡オーディションに合格し、一躍「民謡界のホープ」として将来を嘱望されるようになる。
1976年、日本民謡協会「民謡民舞全国大会」において3年連続優勝。協会より民謡の教授免許認定。
日本クラウン、キングレコードなどメジャーでのレコードを発売するが、自身の歌手としてのスタイルに悩まされる。その間イギリスやアメリカ世界各国の公演で、出演すると在日系人たちにはもちろんのこと、現地の人々にも好評であった事に自信を取り戻す。
1982年、株式会社伊藤多喜雄音楽事務所設立。
1983年、同時代の若き三味線奏者尺八奏者と共にTAKiO BANDを結成。伊藤多喜雄の艶のある高音に加えて、和楽器に電子楽器を加えたダイナミックな演奏など、民謡を現代的にアレンジしたスタイルを確立させる。当初、保守的な民謡界からは異色のスタイルに冷ややかな目もあったが、永六輔、小室等、林英哲などから絶賛され、精力的なライブ活動も相まって幅広い世代に支持をされる。以後、TAKiO BANDを主体として活動。
1986年、『TAKIO JINC』（CBS・ソニー）でCDデビュー。プロデューサーに小室等を迎え、林英哲（和太鼓奏者）、佐藤允彦（ジャズピアニスト）、高田みどり（パーカッショニスト）ら異なるジャンルの奏者と共演。
続く1988年に2枚目のCD『TAKIO』（CBS・ソニー）を発表。その特異性から、発売当時のカテゴライズは、1st「ニューエイジ・ミュージック」、2nd「民謡／ロック」だった。1989年、第40回NHK紅白歌合戦初出場。
1991年 自主製作盤『TAKIO SPIRIT』をリリース。全国津々浦々のライブ活動の一方で、数多くの海外公演にも出演。日本の民謡を広く伝える活動を展開する。みなとみらいWOMAD YOKOHAMA出演。
また、地域に埋もれた民謡や民衆文化の発掘に取り組み、その成果は以後の活動にも反映されていく。1993年、稚内市立稚内南中学校の生徒のために「ソーラン節」をプロデュース。斬新な踊りを交えたソーラン節が、南中ソーラン、ロックソーラン等と言われ、全国的ブームとなり、後にCD、映画化される。
2003年、第54回NHK紅白歌合戦2度目の出場。曲目「TAKiOのソーラン節」NHK厚生文化事業団主催歌謡チャリティコンサートに札幌交響楽団と共演。（財）日本民謡協会の後援により、東京青山劇場で2日間述べ800人にのぼる出演者による、民謡エンターテイメント「民謡の底力」を企画、出演、プロデュースする。第26回きょうされん全国大会in岐阜に出演。
2004年、文部科学省主催による伝統音楽研究会で｢現代の民謡と歌唱講演会｣をプロデュ－ス講演する。
2006年、“特定非営利活動法人 フィールドワークスジャパン 民族芸能伝承学舎”を設立し「日本各地の唄探しの旅」ツアーをスタート。同時に各地でボランティア活動。京幾道韓国伝承音楽センターホールの日韓コンサートに出演する。
2007年、第58回全国植樹祭開会式にて国歌「君が代」独唱、エピローグで森の木ソーランを作詞。
2008年、成田山「開基1070年祭」記念奉祝歌《四季彩々成田山》歌唱。
2009年、年輪ピック北海道大会の苫小牧開会式に苫小牧駒沢高校のブラスバンドと共演。
2010年、上海万博にて、上海国際博覧会北海道の日、観光大使に任命され出演。
2011年、東日本大震災復興支援の一環として炊き出し、救援物資の運搬、現地でのミニコンサート開催等のボランティア活動。
2012年、「自分らしさの表現」を取り上げられ24年度教育芸術社の『中学生の音楽1』の教科書に紹介される。6月に長女『めぐ留』プロデュースによるCD『PING～ピン～』を坂田明、佐山雅弘、友川カズキ、林英哲、宗次郎，ポン太村上秀一、とのセッションによるCDを発売する。9月には、カナダのクアリカンビーチ『ハーベストオブミュージックフェスティバル』に招聘され出演。
2013年、第62回神宮式年遷宮「お白石奉献お白石持ち行事」に北海道神社庁の依頼で同行参加。
2015年、岩手県野田村「初代野田村観光大使」を委託される。川崎市からも川崎市文化大使に任命される。北海道観光大使としてイタリアで開催されたミラノ万博に出演し好評を博す。
2016年、ホーチミンで開催されたベトナムジャパンフェスティバルの盆踊りに楽曲歌唱提供し凱旋公演を果たし日越交流に努める。
2017年、フジロックフェスティバル2017に民謡歌手として初出場。
2018年、川崎市民文化大使任命される。ベトナムジャパンフェスティバルに再度出演、日越交流を図る。テレビ朝日「題名のない音楽会」に『若い民謡の音楽会』と題して出演。
2019年、川崎市民文化大使に再度任命される。FMかわさきに『伊藤多喜雄&めぐ留の民謡クロスオーバー』と題し、親子で番組を放送する。ジャズの名門である渋谷のJZBratで佐藤允彦・坂田明・鈴木勲とのライブを開催。藤原道山総合演出による第61回熊本県芸術文化祭オープニングステージ「大地のうた」フィナーレで、地元の皆さんの演奏により「TAKiOのそーらん節」でとりを飾り喝采を浴びる。
2020年、川崎市より文化賞を授与。FM川崎にて「伊藤多喜雄の好きですかわさき」生放送開始。文化庁主催の令和2年度伝統音楽指導者等研修会をオンライン配信で指導実施する。

## ディスコグラフィ
- 1986年
  - 『TAKIO JINC』
- 1988年
  - 『TAKIO』※後にジャケットを変えて再発売される際、『TAKIO ソーラン節』と改題された。
- 1991年
  - 『TAKIO SPIRIT』
- 1994年
  - 『うたびと、はやしびと 伊藤多喜雄ライブ'93』　※タキオ＆トライン・タイムズ名義
- 1996年
  - 『音頭 ONDO』
  - 『愛しき大地』（シングル）※作詞作曲・山崎ハコによるオリジナル曲
- 1998年
  - 『NIPPONESE SONG ～産土～』
- 2002年
  - 『NIPPONESE SONG ～産土II～』
- 2004年
  - 『おけさぶし』（シングル）
- 2005年
  - 『節 BUSHI』
- 2012年
  - 『PING』

### DVD
- 2001年
  - 『元祖これが南中ソーランだ！』

### 書籍
- 1993年
  - 『北の海の道』（オリジナルCD付）
- 2000年
  - 『今日から民謡 どっこいしょ！』

### その他
- 1982年
  - 『正調クック＝ロビン音頭』※（「パタリロ! オリジナル・アルバム」キングレコード/K25A-237 収録）
- 1997年
  - 『Japanese Spirit』（宗次郎）※CDに参加
- 2012年
  - めぐ留の企画CD『PING』が発売される。坂田明、村上PONTA秀一、林英哲、佐山雅弘、宗次郎、友川かずき、六人との一対一の即興で収録された。
- 2013年
  - 『東京ディズニーランド® 夏祭り 2013』※CDに参加「スーパー・クール・ダンス・ヒート」の歌唱など
東京ディズニーランドで夏期に開催されたショー『爽涼鼓舞』歌唱を担当。
- 2014年
  - 『東京ディズニーランド夏祭り 2014』※CD「GARYO GUNBU」の歌唱

## NHK紅白歌合戦出場歴
| 年度/放送回               | 回 | 曲目              | 出演順 | 対戦相手   |
| ------------------------- | -- | ----------------- | ------ | ---------- |
| 1989年（平成元年）/第40回 | 初 | ソーラン節        | 06/20  | 加藤登紀子 |
| 2003年（平成15年）/第54回 | 2  | TAKIOのソーラン節 | 11/30  | 綾戸智絵   |

注意点
- 出演順は「出演順/出場者数」で表す。